# KLCC地域冷房センター
KLCC地域冷房センター（英語: K.L.C.C. District Cooling Center）は、マレーシアの首都クアラ・ルンプールの中心部で稼動している地域冷房である。

## 概要
KLCCとはKuala Lumpur City Centreの頭文字を取ったもので、その名の通りクアラ・ルンプール中心部にあるKLCCと呼ばれている場所で稼動している地域冷房である。KLCC地域冷房センターにはガスタービンが備えられており、これを利用して地域冷房を行っている。ただしスリア KLCCとペトロナスツインタワーの冷房には関与していない。